# Pedaliodes hewitsoni
Espèce
 Pedaliodes hewitsoni  est une espèce d'insectes lépidoptères (papillons) de la famille des Nymphalidae, de la sous-famille des Satyrinae, de la tribu des Satyrini et de la sous-tribu des Pronophilina.

## Dénomination et localité type
- Décrit par l'entomologiste allemand Otto Staudinger en 1897 sous le nom de Pedaliodes hewitsoni[1] en l'honneur de l’entomologiste anglais William Chapman Hewitson.
- Localité type : Bolivie.

### Synonymie
- Pedaliodes plautius (Grose-Smith, 1900)

## Liste des sous-espèces
Selon BioLib (17 avril 2021) :
- sous-espèce Pedaliodes hewitsoni hewitsoni Staudinger, 1897
- sous-espèce Pedaliodes hewitsoni primera (Weeks, 1901)[3]